# Comuna asociada
Comuna asociada es una colectividad territorial francesa (equivalente al municipio español), que se creó con unas especificaciones distintas a la anterior (comuna) para favorecer el reagrupamiento comunal en Francia.

## Historia
En Francia, el estatuto de Comuna asociada fue creado por la Ley el 16 de julio de 1971 en relación con las fusiones y reagrupaciones comunales (también llamado Ley Marcellin por el ministro que lo impulsó). Dicho estatuto permitía a los municipios que se suprimían en el momento de la fusión, conservar algunas particularidades no contempladas en las fusiones anteriores a dicha ley:
- Un alcalde delegado, director del Registro Civil y oficial de policía judicial, con posibilidad de recibir ciertas delegaciones del alcalde de la comuna fusionada.
- Un ayuntamiento adjunto con responsabilidades basadas en el estado civil.
- Una sección del Centro Comunal de Acción Social (Servicios sociales en España).
- Un distrito electoral.
- Un consejo consultivo, o comisión consultiva, que se ocupaba de todo lo relacionado con los intereses tanto poblacionales como territoriales de la comuna asociada y con facultades para hacerle llegar cualquier propuesta al ayuntamiento común.

Una fusión comunal en que las comunas fusionadas pasaban a ser comunas asociadas se calificaba de fusión-asociación o fusión compleja, en oposición a la fusión simple anterior a dicha ley.

## La Ley Marcellin
En una época en la que los otros países europeos redujeron el número de sus municipios, la Ley Marcellin (art.«L. 2113-1». y siguientes del Código General de las Colectividades Territoriales (CGCT) francés) animó de dos maneras a la aproximación comunal: o una fusión simple y una fusión asociada.
Al considerarse a la Ley Marcellin como un fracaso debido al bajo número de fusiones que se consiguieron en relación con el número de comunas existentes en Francia, además de que gran parte de ellos fueron anuladas, se creó la nueva ley n.º 99-586 de 12 de julio de 1999, también denominada Ley Chevènement por el  ministro que lo impulsó, y que fue concebida entre otras cosas para favorecer una reagrupación voluntaria de las comunas en el  seno de las mancomunidades.
Con la impulsión de la ley n.º 2010-1563 del 16 de diciembre de 2010 de reforma de la colectividades territoriales francesas donde en su artículo 21 se especifica la creación de la nueva reagrupación comunal con la creación de las comunas nuevas conllevó la imposibilidad de crear nuevas comunas asociadas según las disposiciones de la Ley Marcellin, que fue derogada.